# 스즈키 준 (1987년)
스즈키 준(일본어: 鈴木 淳, 1987년 9월 12일 ~ )은 일본의 전 축구 선수이다.

## 구단 경력
그는 2014년부터 2017년까지 J리그의 SC 사가미하라, 아술 클라로 누마즈에서 활동하였다.